# Onthophagus amplipennis
Onthophagus amplipennis là một loài bọ cánh cứng trong họ Bọ hung (Scarabaeidae).